# Софронешть
Софронешть, Софронешті (рум. Sofronești) — село у повіті Васлуй в Румунії. Входить до складу комуни Тодірешть.
Село розташоване на відстані 289 км на північ від Бухареста, 37 км на північний захід від Васлуя, 34 км на південний захід від Ясс.

## Населення
За даними перепису населення 2002 року у селі проживали 162 особи, усі — румуни. Усі жителі села рідною мовою назвали румунську.